# Шеремет
Шеремет (на румънски: Casian) е село в окръг Кюстенджа, Северна Добруджа, Румъния.

## История
До 1940 година в Шеремет има българско население, което се изселва в България по силата на подписаната през септември същата година Крайовската спогодба.